# Tesorillo altomedieval de Ambojo
El tesorillo altomedieval de Ambojo es un conjunto de monedas de época altomedieval que fue encontrado entre tumbas de lajas en la localidad de Pedreña, en el municipio de Marina de Cudeyo, Cantabria (España).
Es el tesorillo de más importancia de esta época hallado en la comunidad autónoma. Las monedas, concretamente pertenecientes al periodo que va desde finales del siglo XI a principios del siglo XII, cuenta con ejemplares acuñados por la Corona castellana y la Corona aragonesa. 
Por parte castellana, corresponden al monarca Alfonso VI de León y Castilla; por parte aragonesa, de Sancho Ramírez de Aragón y de Pedro I de Aragón. Lo que más interés produce son las monedas de este último, ya que se han conservado muy pocas.
El tesorillo fue declarado BIC el 27 de junio de 2001. Actualmente se encuentran depositadas en el Museo Regional de Prehistoria y Arqueología de Cantabria.
- Datos: Q6143470